# Peacock (2010)
Peacock ist ein US-amerikanischer Psychothriller aus dem Jahr 2010 von Michael Lander. In den Hauptrollen spielen Cillian Murphy, Elliot Page und Susan Sarandon. Es war der letzte Film der Filmeditorin Sally Menke. Der Film spielt in einer Stadt namens Peacock in Nebraska.

## Handlung
John Skillpa, ein ruhiger Bankangestellter aus Peacock, Nebraska, bevorzugt ein unauffälliges Leben mit der Absicht, seine dissoziative Identitätsstörung zu verbergen. Sie resultiert aus einem Kindheitstrauma, verursacht durch die Kindesmisshandlung seiner Mutter. Seine andere Identität ist eine Frau, Emma, die jeden Morgen den Haushalt macht, ihm kleine Notizen hinterlässt („Geh einkaufen, komm schon schnell nach Hause“) und ihm Frühstück zubereitet.
Eines Tages, als John als Emma im Garten ist, um die Wäsche aufzuhängen, entgleist ein Güterzug und kracht in Johns Garten hinter dem Haus. Als seine Nachbarn den Unglücksort aufsuchen, finden sie die geschockte aber unverletzte „Emma“ auf dem Rasen liegend. Von den Nachbarn überrascht flieht „Emma“ ins Haus. Um nicht aufzufliegen, erzählt John seinem Nachbarn, Emma sei seine Frau, die er im Geheimen geheiratet habe. Nun sind John und Emma gezwungen, die Nachbarschaft Glauben zu machen, sie beide seien Mann und Frau.
Die junge, sich mit dem Leben abmühende Mutter Maggie besitzt den Schlüssel zu Johns Vergangenheit und initiiert einen Wettkampf zwischen den Identitäten. Dabei übernimmt Emma zunehmend die Kontrolle über Johns Leben.

## Produktion
Die Dreharbeiten begannen am 6. Mai 2008 in der Kleinstadt Odebolt, Iowa. Gedreht wurde außerdem in Greenfield, Iowa auf dem Stadtplatz und innerhalb des historischen Opernhauses. Die Dreharbeiten sollten am 5. Juni 2008 in der Stadt Boone, Iowa abgeschlossen sein, jedoch verzögerte sich der Dreh um einen Tag aufgrund der Wetterbedingungen. Die Szene mit dem Güterzug wurde als „Visual Effect“ umgesetzt.

## Rezeption
Der Filmdienst hob insbesondere die schauspielerische Leistung von Murphy hervor, der das Drama „brillant“ interpretiere und dem „Thema eine überzeugende Tiefe“ verleihe. Die Filmwebseite Kino.de sah ein „bildgewaltiges und stilvoll inszeniertes Independent-Drama auf halbem Wege zum Horrorthriller“, in dem Murphy die übrigen Darsteller „an die Wand“ spiele.